# Oleg Chuzhda
Oleg Chuzhda (8 de mayo de 1985) es un ciclista ucraniano.
Debutó como profesional el año 2006 con el equipo Comunidad Valenciana. Un año después ganó el Campeonato de Ucrania sub-23 en la modalidad de contrarreloj.
Su padre Oleg Petrovich Chuzhda también fue ciclista. 

## Palmarés
2008
- Vuelta a la Comunidad de Madrid

2009
- 1 etapa de la Vuelta a Portugal[1]

2010
- 1 etapa de la Vuelta a Portugal

2011
- 2.º en el Campeonato de Ucrania Contrarreloj

## Equipos
- Comunidad Valenciana (2006)
- Fuerteventura-Canarias Team (2007)
- Contentpolis-Murcia (2008-2009)
- Caja Rural (2010-2011)
- Accent Jobs-Willems Veranda´s (2012)[2]